# 徐亨 (アスリート)
徐 亨（じょ こう、Henry Hsu、1912年〈民国元年〉12月6日 - 2009年〈民国98年〉2月3日）は、中華民国のアスリート、政治家、海軍軍人、実業家。国際オリンピック委員会名誉委員。

## 経歴
第9回（東京）および第10回極東選手権競技大会（マニラ）に出場。特に1934年の第10回大会では、サッカーで金メダル、バレーボールで銀メダルという成績を残した。
1938年、虎門要塞司令部参謀。少佐として香港の戦いなどに従軍。1942年には戦功から大英帝国勲章を受勲。1978年、少将で退役。
1973年から立法委員、1977年から第11・12期国民党中央委員を務める。1987年、総統府国策顧問。1988年から第12・13・14期国民党中央評議員。
1970年からは国際オリンピック委員会の委員を務め、1973年から1975年まで中華オリンピック委員会主席。中華人民共和国との主権問題に影響を受ける中で、中華民国が国際大会に出場できるよう「チャイニーズタイペイ（中華台北）」というチーム名を考案した。
台北栄民総医院で治療を受けるも、2009年2月3日に死去。96歳没。葬儀には馬英九総統をはじめ、劉兆玄、王金平、紀政らが出席した。